# Граф Бат

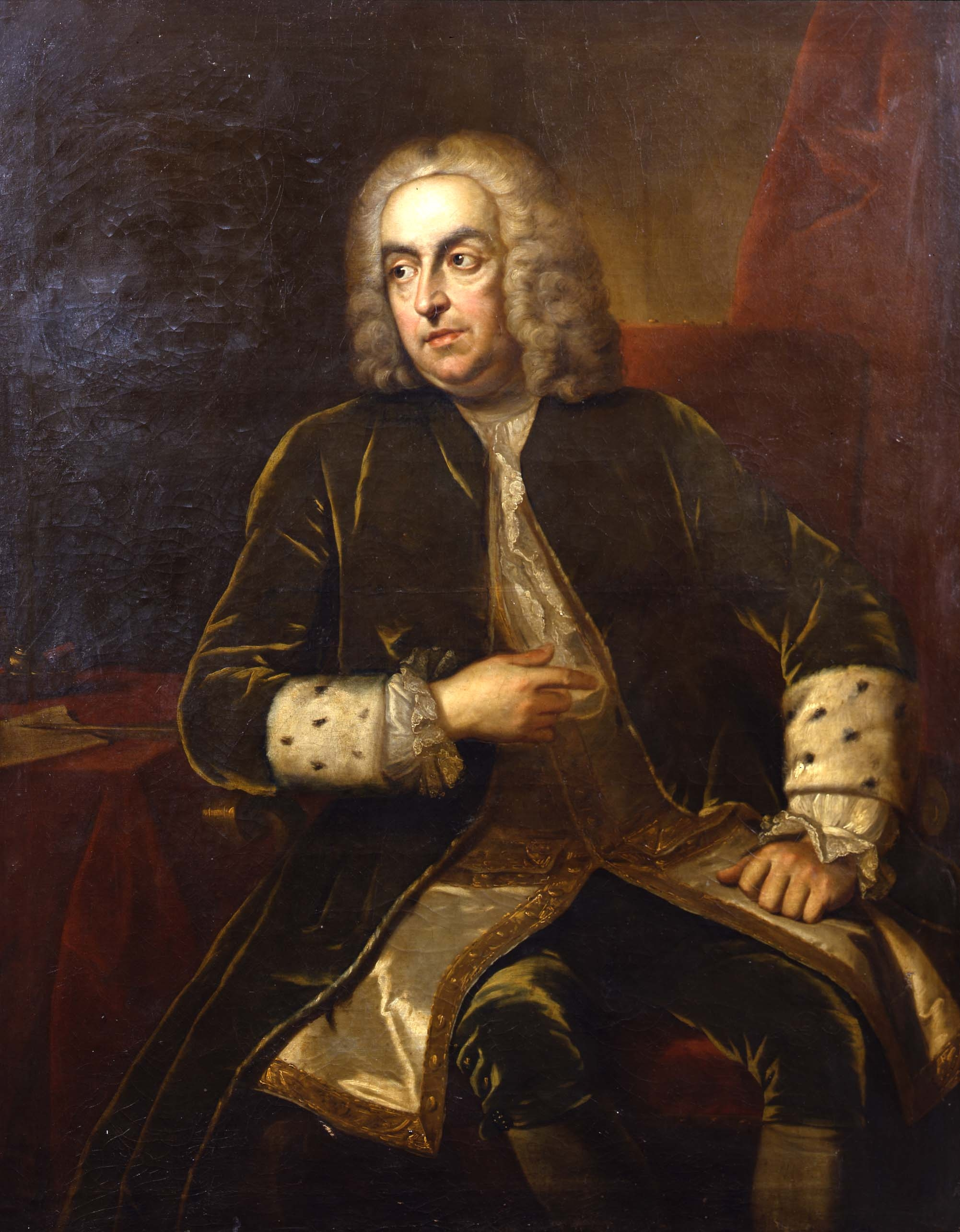
Уильям Палтли, 1-й граф Бат

Граф Бат (англ. Earl of Bath) — угасший аристократический род, созданный пять раз в британской истории (трижды — пэр Англии, один раз — пэр Великобритании и один раз — пэр Соединённого Королевства).

## Графы Бат, первая креация (1486)
- Филибер де Шанде, 1-й граф Бат (ум. после 1486)

## Графы Бат, вторая креация (1536)

Герб Буршье, графов Бата

- 1536—1539: Джон Буршье, 1-й граф Бат (20 июля 1470 — 30 апреля 1539), 11-й лорд Фицуорин (1479—1539), старший сын и преемник Фалька Буршье, 10-го лорда Фицуорина (1445—1479), и Элизабет Динхем (ум. 19 октября 1516)
- 1539—1561: Джон Буршье, 2-й граф Бат (1499 — 10 февраля 1561), старший сын предыдущего от первого брака с Сесилией Добине
  - Джон Буршье, лорд Фицуорин (1529 — 28 февраля 1556), единственный сын Джона Буршье, 1-го графа Бата, от второго брака с Элеанор Меннерс
- 1561—1623: Уильям Буршье, 3-й граф Бат (29 сентября 1557 — 12 июля 1623), сын Джона Буршье, лорда Фицуорина, и Френсис Китсон (ум. 1586)
  - Джон Буршье, лорд Фицуорин (1585—1587), старший сын предыдущего и Элизабет Рассел (ум. 24 марта 1605)
  - Роберт Буршье, лорд Фицуорин (1587—1588), второй сын Уильяма Буршье, 3-го графа Бата
- 1623—1636: Эдвард Буршье, 4-й граф Бат (1 марта 1590 — 2 марта 1636), младший (третий) сын Уильяма Буршье, 3-го графа Бата
  - Джон Буршье, лорд Фицуорин (1630—1631), второй сын предыдущего
- 1636—1654: Генри Буршье, 5-й граф Бат (1593 — 16 августа 1654), четвертый сын сэра Джорда Буршье (ок. 1535—1605) и Марты Говард, дочери Уильяма Говарда, 1-го барона Говарда из Эффингема. Внук Джона Буршье, 2-го графа Бата

## Графы Бат, третья креация (1661)

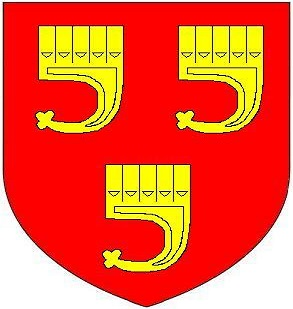
Герб Гренвилей, графов Бата

- 1661—1701: Джон Гренвиль, 1-й граф Бат (29 августа 1628 — 22 августа 1701), также 1-й барон Гренвиль (1661—1701), старший сын сэра Бевила Гренвиля (1595—1643) и Грейс Смит
- 1701—1701: Чарльз Гренвиль, 2-й граф Бат (31 августа 1661 — 4 сентября 1701), старший сын предыдущего
- 1701—1711: Уильям Генри Гренвиль, 3-й граф Бат (30 января 1692 — 17 мая 1711), единственный сын и преемник Чарльза Гренвиля, 2-го графа Бата, и Изабеллы Нассау (ум. 1691/1692).

## Графы Бат, четвертая креация (1742)

Герб Палтни, графов Бата.

- 1742—1764: Уильям Палтни, 1-й граф Бат (22 марта 1684 — 8 июля 1764), сын полковника Уильяма Палтни (ум. 1715) и Мэри Флойд
  - Уильям Палтли, виконт Палтни (1731 — 12 февраля 1763), единственный сын Уильяма Палтни, 1-го графа Бата, и Энн Мэри Гамли (ок. 1696—1758)

## Графы Бат, пятая креация (1803)
- 1803—1808: Генриетта Лаура Палтни, 1-я графиня Бат (26 декабря 1766 — 14 июля 1808), также 1-я баронесса Бат (1792—1808), единственная дочь Уильяма Джонстона, позднее сэра Уильяма Палтни (1729—1805), 5-го баронета (1794—1805), и Фрэнсис Палтни (ум. 1782). В июле 1794 года она вышла замуж за генерала сэра Джеймса Мюррея-Палтни, 7-го баронета (ок. 1759—1811). Брак был бездетным. После смерти Генриетты Лауры Палтни титул графа Бата угас.